# لشکرکشی جزایر سلیمان
لشکرکشی جزایر سلیمان (انگلیسی: Solomon Islands campaign) یکی از لشکرکشی‌های جنگ اقیانوس آرام بود.